# L'Octroi
L'Octroi est un tableau réalisé par le peintre français Henri Rousseau entre 1888 et 1892. Cette huile sur toile est un paysage naïf qui représente une barrière de l'octroi dominée par des arbres, des cheminées industrielles et la flèche d'une église, en région parisienne. Elle est conservée au sein des collections de l'Institut Courtauld, à Londres, au Royaume-Uni.